# Komariw (Dnister)
Komariw (ukrainisch Комарів; russisch Комаров Komarow, rumänisch Comarova) ist ein Dorf im Osten der ukrainischen Oblast Tscherniwzi mit etwa 1800 Einwohnern (2001) auf einer Fläche von 4,02 km².

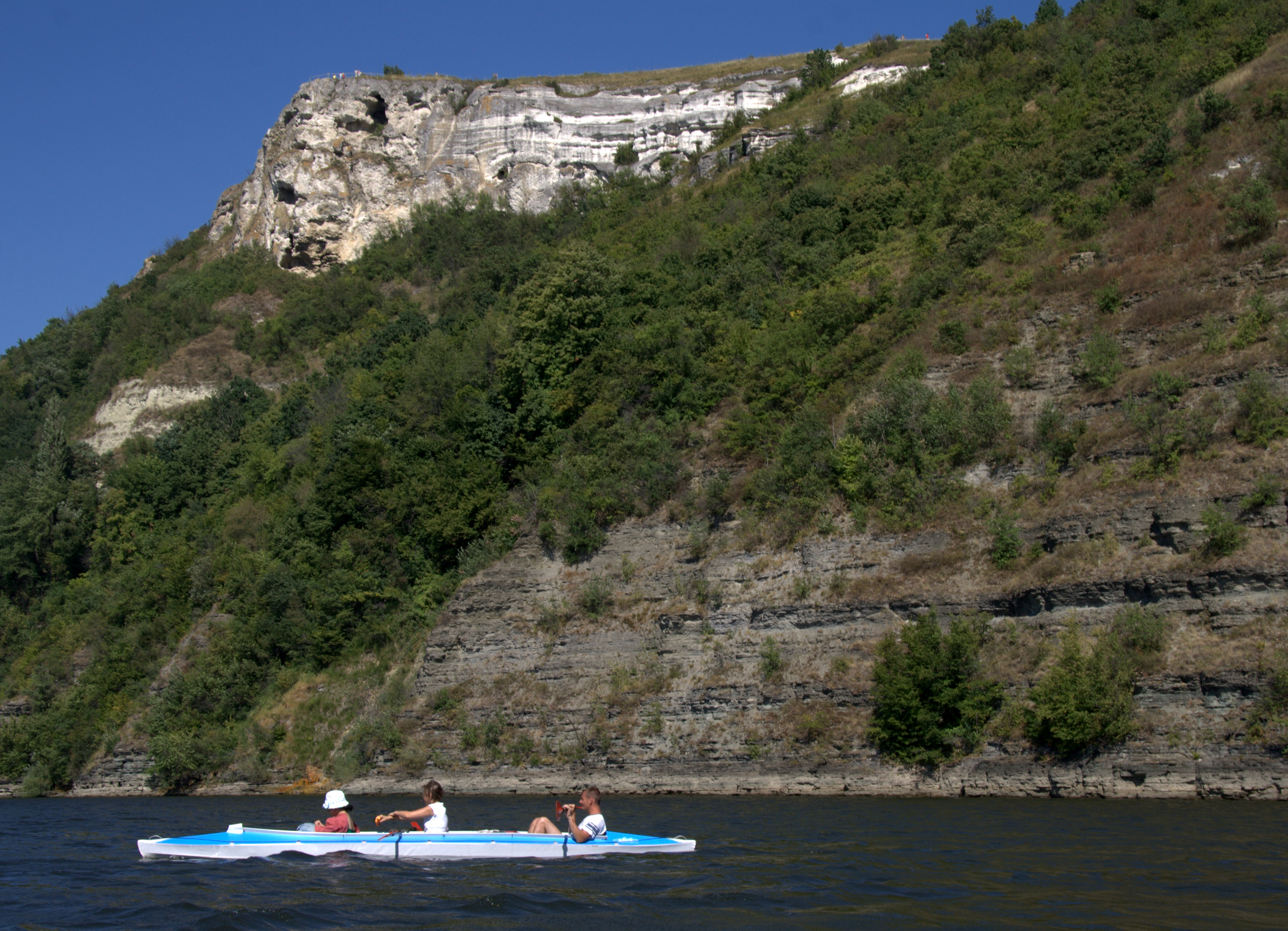
Felsen am Dnister bei Komariw

Die Bevölkerung des Dorfes besteht zu 99,3 % aus Ukrainern, der Rest sind Bürger ethnischer Minderheiten. Da das Gemeindegebiet reich an natürlichen Mineralien, darunter Stein, Kalkstein, Sand und Ton ist, sind die meisten der Dorfbewohner mit der Verbrennung von Kalk beschäftigt.

## Gemeinde
Am 12. Juni 2020 wurde das Dorf ein Teil neu gegründeten Siedlungsgemeinde Kelmenzi im Rajon Kelmenzi, bis dahin bildete es zusammen mit dem Dorf Majorka (Майорка) die Landratsgemeinde Komariw (Комарівська сільська рада/Komariwska silska rada) im Nordosten des Rajons.
Seit dem 17. Juli 2020 ist der Ort ein Teil des Rajons Dnister.

## Geografische Lage
Die Ortschaft liegt in der Pruto-Dnistrowskij-Ebene (Пруто-Дністровській рівнині) des Podilske-Plateaus (Подільське плато), dem südöstlichen Teil der Podolischen Platte auf einer Höhe von 272 m am rechten Ufer des Dnister, dessen Ufer hier teils markante Felsen bildet. Auf dem gegenüberliegenden Flussufer befindet sich, im Rajon Kamjanez-Podilskyj der Oblast Chmelnyzkyj, das berühmte Bakota-Höhlenkloster (Бакотський скельний монастир). Der Dnister-Stausee in der Nähe des Dorfes hat eine Fläche von 329,3 Hektar.
Komariw befindet sich etwa 20 km nordöstlich vom Rajonzentrum Kelmenzi und etwa 100 km nordöstlich vom Oblastzentrum Czernowitz.
Südlich von Komariw verläuft die Regionalstraße P–63.

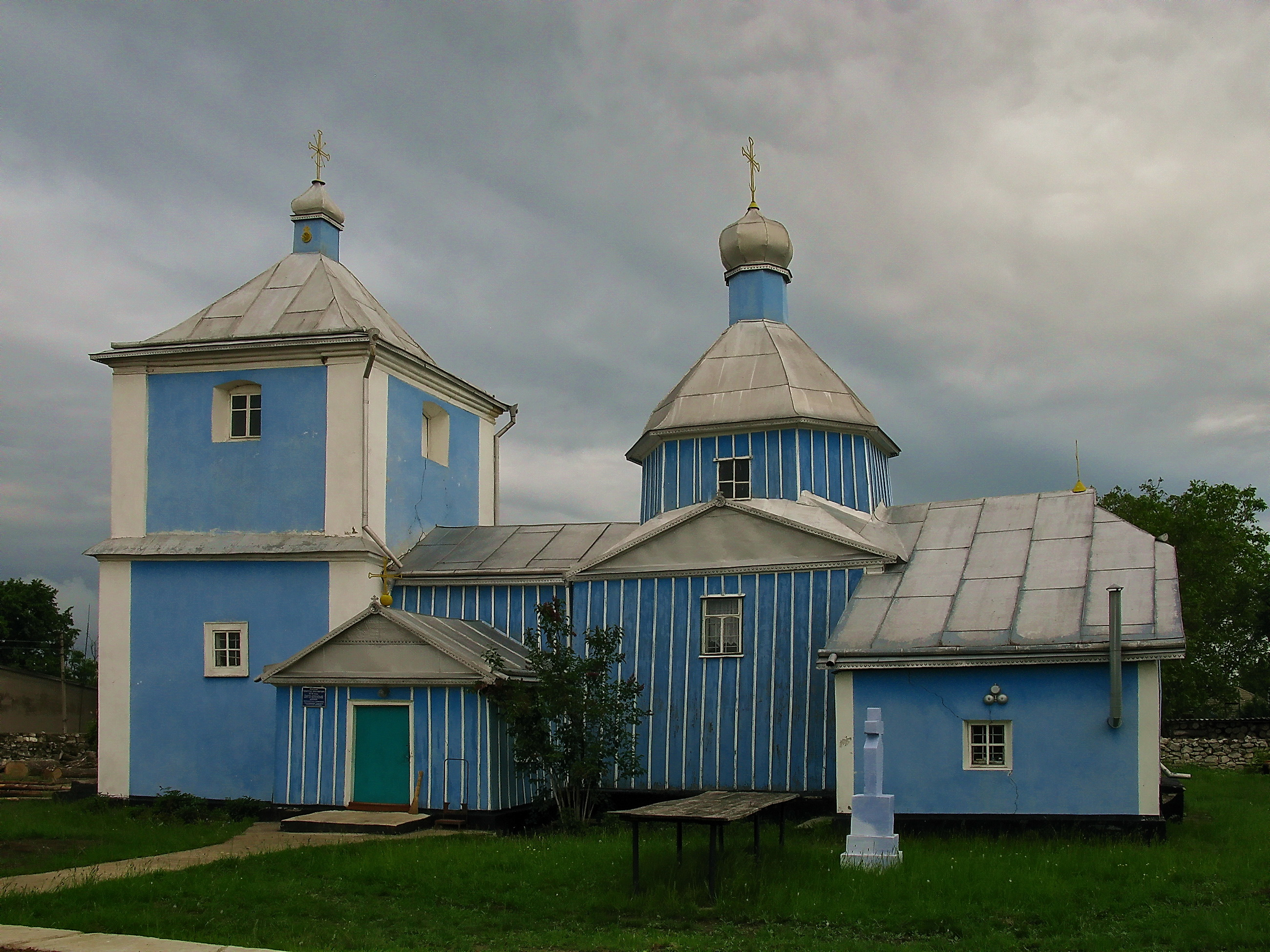
Mariä-Entschlafens-Kirche

## Geschichte
Nahe dem Dorf fand man Überreste der Trypillja-Kultur aus dem 3. Jahrtausend v. Chr. und aus der frühen Eisenzeit vom 1. Jahrtausend vor Christi Geburt. Außerdem wurde 1950 südlich der Ortschaft Überreste der Tschernjachow-Kultur aus dem 3.–5. Jahrhundert n. Chr. gefunden. Die Ausgrabungen fanden in den Jahren 1956/57, 1962, 1965 und 1969 statt und brachten Gebäude mit Steinfundamenten und Wirtschaftsschachtöfen zur Glas- und Keramikherstellung zum Vorschein. Zudem fand man weitere Werkzeuge zur Glasproduktion und über 1000 Glaswaren.
In dem zum ersten Mal am 7. August 1665 schriftlich erwähnten Dorf befindet sich mit der 1765 erbauten Mariä-Entschlafens-Kirche, die eine  achteckige Kuppel besitzt, die älteste Holzkirche des Rajon.
Bis 1711 gehörte die Ortschaft zum Fürstentum Moldau, anschließend war sie bis zur Abtretung Bessarabiens 1812 an Russland Teil des Osmanischen Reiches. Nach dem Ende des Ersten Weltkrieges fiel sie, bis zur Annexion Bessarabiens durch die Sowjetunion am 2. August 1940, an Rumänien. Im Zweiten Weltkrieg gehörte das Dorf zwischen 1941 und 1944 wiederum zu Rumänien, und kam nach Kriegsende an die Ukrainischen SSR.
In den Jahren 1946/47 erlebte das Dorf eine Hungersnot, der viele Bewohner des Dorfes zum Opfer fielen.
1971 lebten 2413 Menschen im Dorf. Nach dem Zerfall der Sowjetunion wurde das Dorf 1991 Teil der unabhängigen Ukraine.

## Söhne und Töchter der Ortschaft
- Arsenij (Metropolit) (bürgerlich: Awksentij Heorhijowytsch Stadnyzkyj; 1862–1936), ukrainischer Theologe, Kirchenhistoriker und Pädagoge. Rektor der Moskauer Theologischen Akademie.
- Iwan Dozyn (Іван Васильович Доцин; * 1958), Journalist, Verleger, Ethnograf[8]